# Kallasjön, Norrbotten
Kallasjön är en sjö i Bodens kommun i Norrbotten och ingår i Luleälvens huvudavrinningsområde.